# ОШ „Јован Јовановић Змај” Мудраковац
ОШ „Јован Јовановић Змај” Мудраковац је основна школа у Мудраковцу, насеље у Граду Крушевцу. Школа се налази се у улици Аеродромска бб, Мудраковац, Крушевац. Ранија доступна адреса школе је Блаже Думовића 66, Мудраковац, Крушевац.

## О школи
Подручна одељења школеу су: В. Головоде, Кобиље и Станци.
Дан школе је 24. новембар. Свечани јубилеј је обиљежен 24. новембра 2023. године поводом 71. рођендана школе.

## Активности у школи
Школске 2023/2024. године школа је учествовала у више активности, издвојиле су се следеће
- Спортски центар Крушевац је у сарадњи са ЈП ,,Скијалишта Србије" обезбедио обуку скијања за ученике 5. и 6. разреда са инструкторима Спортског центра.
- Учешће у пројекту „Заједно и безбедно кроз детињство”, реализовано је предавање „Безбедност деце у ванредним ситуацијама” за ученике трећег разреда матичне школе[4], четвртог разреда[5] те ученике подручних одељења: В. Головоде, Кобиље и Станци,[6] али и предавање „Безбедност деце у саобраћају” за ученике првог и другог разреда матичне школе.[7]
- Учешће у пројекту Дечији научни камп "Лов на знање", који реализује Удружење биолога Крушевац под покровитељством града Крушевца, различите активности.[8][9]